# Palestinian Broadcasting Corporation
Palestinian Broadcasting Corporation (en arabe : هيئة الإذاعة و التلفزيون الفلسطينية) est une entreprise de radio et de télévision placée sous le contrôle de l'Autorité palestinienne. Fondée en 1994, elle opère deux chaînes de télévision (Palestine TV et Palestinian Satellite Channel) et une station de radio (La voix de la Palestine).

Logo de Palestinian Broadcasting Corporation

Les premières émissions de la radio palestinienne débutent en 1965 depuis Le Caire, où de nombreux militants de l'Organisation de libération de la Palestine ont trouvé refuge après la création de l'état d'Israël en 1948. Au cours des années qui s'ensuivent, elle émet depuis plusieurs capitales arabes (Alger, Bagdad et Amman en 1969, Sana'a en 1973, Beyrouth en 1975) avant d'obtenir l'autorisation d'implanter des bureaux et des studios à Ramallah et à Gaza à l'issue des accords d'Oslo. 
L'acte de naissance de la compagnie de radio-télévision palestinienne est officiellement signé par le président Yasser Arafat le 6 juillet 1993, quelques mois avant son retour d'exil. La mission de mettre sur pied la nouvelle société est confiée au président de l'Association des journalistes arabes, Radwan Abu Ayyash. Charles Enderlin forme les premiers journalistes de l'organisme. 
En l'espace de quelques années, la PBC se dote d'une chaîne de télévision (secondée par la suite par une version satellitaire de celle-ci) et d'émetteurs permettant de diffuser sa station de radio (en modulation d'amplitude, modulation de fréquence et en sous-porteuse de la chaîne satellitaire). Des fonds sont débloqués par plusieurs pays européens ainsi que par les États-Unis pour mettre sur place les infrastructures nécessaires.
Le déclenchement de la seconde intifada met la radio-télévision palestinienne en première ligne du nouveau conflit. Ses bureaux sont pris pour cible par les forces armées israéliennes lors du siège de Ramallah. Le 19 janvier 2002, des militaires israéliens détruisent et incendient le bâtiment en représailles à un attentat commis quelques heures plus tôt par un homme se réclamant du Fatah.